# 이오토리섬
이오토리섬(일본어: 硫黄鳥島)은 일본 류큐 열도의 섬이다. 오키나와현의 최북단 섬으로, 오키나와현 내에서 유일하게 활화산이 있는 섬이다. 1967년 이후 사실상 무인도이다. 이오섬이랑 이름이 비슷하여 오인을 받기도 한다. 가고시마현과 가까우며 화산 2개를 띄고 있다.
14세기 후반, 이오토리섬이 류큐국 소유였던 당시 명나라에선 유황이 유행하고 있었고 유황이 많이 매장되어 있던 이오토리섬을 눈여겨 보고 있었다. 눈여겨 보고 있었던 명나라는 결국 류큐국에게 조공을 바치라 하였고, 조공을 바치는 행위는 청나라 때도 이어졌다. 그러나 1879년 일본 제국이 류큐국을 멸망시키면서 이오토리섬은 일본 제국 소유의 섬이 되었고, 1903년 일본 제국은 뒤늦게 유황 채굴을 시작했다. 그러나 1959년 화산 분화로 주민들이 하나둘씩 섬을 떠나갔고, 1967년 유황 채굴 지휘자를 끝으로 무인도가 되었다. 현재까지도 이오토리섬에 거주하는 사람은 없다.

## 지형과 지질
이오토리섬은 북서쪽에서 동남쪽 방향으로 뻗은 길쭉한 섬으로 길이는 약 3km, 폭은 약 1km에 이른다. 북쪽 유황산 화산체엔 섬내 최고봉 방위("호이노산", "토리노토코야기노산"이라고도 한다.)와 유황산이 남단에는 구스크 화산체의 "마에산"이 우뚝 솟아있다. 전체 섬의 암석 대부분은 안산암질로 침식에 취약한 화산쇄설암으로 이루어져, 섬 주위는 파식으로 해식애로 덮여 있다. 동부 해안에서 관찰하면 다양한 쇄설물로 줄무늬로 보이며 해안의 모래사장은 화성암 유래 검은색으로 띤다. 구스크 화산체의 중앙에 있는 "구스쿠"라는 섬 북서단에 위치한 "후츠야산"은 지하에서 밀어올린 용암으로 형성된 산이다. 또한 마그마가 틈새로 관입하여 생긴 암맥이 섬 남부에서 보이고, 안에는 주위가 깎여 암맥이 삼각 형상으로 노출된 바위가 존재한다. 섬 주변의 산호초는 전체적으로 발달하지 않았다.